# Marcus Tullius Cicero
 "Cicero" omdirigeres hertil. For andre betydninger af Cicero, se Cicero (flertydig).
Marcus Tullius Cicero (født 3. januar 106 f.Kr. i Arpino, død 7. december 43 f.Kr. i Formia) var en romersk politiker, retoriker, jurist, skribent og filosof.
Cicero tilhørte den romerske ridderstand og begyndte sin karriere som advokat (i romerret), hvor han opnåede ry for modigt at forsvare romerske borgere, som var blevet uretfærdigt dømt under Sullas udrensninger.
Han var en erklæret forsvarer af den romerske republik i en tid, hvor den ofte blev udfordret af personer med ambitioner om eneherredømme. Han gjorde karriere i magistraten, først som kvæstor på Sicilien i 76 f.Kr., derefter som praetor i Rom i 66 f.Kr. og consul i 63 f.Kr.. Som consul afværgede han den catilinariske sammensværgelse. Under det første triumvirat måtte han for en tid gå i eksil. Efter benådning optrådte han atter som politiker, men hans indflydelse var svækket.
Efter mordet på Julius Cæsar tog han parti mod Marcus Antonius. Det kostede ham livet, men medvirkede måske til Antonius' fald. Cicero blev myrdet under proskriptionerne år 43 f.Kr. 63 år gammel.
Ciceros retorik kan opleves i 58 bevarede politiske/juridiske taler og skrifter samt mere end 800 breve. Cicero, der var eklektiker, anses som fader til den klassiske latinske prosa.

## Biografi

### Opdragelse og uddannelse
Cicero blev født i municipiet Arpinum ca. 110 km syd for Rom. Hans familie var af ridderstanden (lat: ordo equester). Ridderstanden havde efter Gracchernes reformer opnået status som skatteopkrævere. De var ikke en del af den nye overklasse, nobiliteten, der omfattede de tidligere magthavere, patricierne, og plebejerne. Ciceros familie var fremsynet og gav ham en opdragelse, der både var typisk romersk, dvs. indrettet på deltagelse i retsvæsen og administration, og filosofisk, baseret på studier af de græske filosoffers værker.
Cicero blev sendt til Rom for at studere jura, og han var en dygtig studerende. Han studerede hos en af tidens største advokater Quintus Mucius Scaevola. Han supplerede juraen med studier i filosofi hos Philon fra Larissa og hos stoikeren Diodotos. Som alle romerske borgere aftjente Cicero sin værnepligt. Han tjente allerede som 17-årig i hæren under Gnaeus Pompeius Strabo, far til Gnaeus Pompeius Magnus, og var under forbundsfællekrigen på Sullas parti. Det var sandsynligvis her, han lærte Pompejus Magnus at kende. Da han blev hjemsendt ved slutningen af konflikten i 88 f.Kr., genoptog han sine jurastudier. Krigen satte sit præg på hans tænkning. I indledningen til De legibus refererer han en samtale med vennen Atticus, hvor han argumenterer for et fuldt statsborgerskab for alle romere, ikke blot dem, der er bosat i Rom. Cicero har i flere af sine taler omtalt sin hjemstavn som et fredfyldt sted, hvor han fandt en ro, som ikke kunne genfindes i det pulserende liv i Rom.
Cicero forberedte sig på sin karriere ved at lære en teknik, som gjorde ham i stand til at holde lange taler uden manuskript. Han improviserede ikke, men gik en tur i sin have, mens han forberedte talen. Ved hver søjle, plante eller anden genstand lærte han en sætning udenad. Når tiden kom for at fremføre talen, gik han i tankerne den samme tur gennem haven. De juridiske taler blev nedskrevet efter sagernes afslutning, normalt efter afskrifter, foretaget af vennen Atticus' slaver.

### Ciceros første store sag
Cicero førte sin første store sag i 80 f.Kr., hvor han forsvarede Sextus Roscius, der var anklaget for fadermord. Cicero fik ham frikendt, bl.a. ved at fremhæve, at Sullas tilhænger Chrysogenus havde fabrikeret anklagen. Forsvarstalen, der er bevaret, er et godt eksempel på, at Cicero allerede som ung var en overlegen retoriker. På grund af en slem halsbetændelse, der skyldtes hans måde at tale på, men sikkert også med tanken på risikoen for Sullas vrede over frikendelsen, tog Cicero til Grækenland efter sagens afslutning. På Rhodos mødte han den kendte filosof Posidonius og retorikeren Apollonius, søn af Molon fra Rhodos. Apollonius lærte ham at tale på en mindre belastende måde.

### Cicero som lovende jurist og embedsmand

#### Baggrund
Cicero voksede op i den romerske republik med dens gentagne uroligheder og borgerkrige. Sullas sejr i den første af de mange borgerkrige underminerede den fundamentale frihed i den romerske republik, Libertas. Det blev Ciceros held, at Sullas reformer styrkede ridderstanden og gav dem, der ikke var af senatorslægt, mulighed for at få del i magten. Cicero var helt afklaret med, at han tilhørte ridderstanden og var homo novus, men han støttede ikke altid – som de fleste af sine standsfæller – popularerne.
Senatets ledere, optimaterne, udgjorde en mulighed for at sikre politiske alliancer, men de virkede ofte som en lille lukket klike med interne magtkampe. I et forsøg på at forene de to stridende parter formulerede Cicero sin politiske strategi, der havde til formål at skabe concordia ordinum – enighed mellem samfundsklasserne.
Mos maiorum var et andet tema, han gentog i sit forsvar for republikken, dens institutioner og praksis. Baggrunden var, at Rom ikke havde nogen nedskrevet forfatning, men baserede lovene på præcedens, de gamle skikke. Det betød, at Cicero med sit indgående kendskab til de gamle tekster kunne anvende argumenter herfra mod sine modstandere. Hans henvisninger til mos maiorum er et gennemgående tema i talerne, men især i anklageskrifterne, når han fremfører, at anklagede ved sin adfærd har overtrådt de nedarvede skikke.
Denne type borgere betegner Cicero som "onde" eller "tarvelige" borgere, der nedbryder moralen.

#### Karrieren begynder
Frikendelsen af Roscius var en imponerende bedrift for enhver advokat og ganske enestående for en uerfaren. Cicero lagde her grunden til sit ry som taler og fik mulighed for 79-77 f.Kr. at studere hos de berømteste filosoffer i Athen og på Rhodos.
Cicero begyndte sin løbebane som embedsmand i magistraten, hvor han fik embedet som kvæstor på det vestlige Sicilien i 75 f.Kr.
Samtidigt opbyggede han en meget stor advokatvirksomhed, og i 69 f.Kr. benyttede han sit lokalkendskab til Sicilien til en heldig retsforfølgelse og domfældelse af Gaius Verres, der var statholder på Sicilien. Det skete på trods af, at Verres' forsvarer var tidens bedste advokat, den tidligere consul Quintus Hortensius.

### Karrierens højdepunkt
Embederne var i Rom reelt den eneste adgang til politisk indflydelse. Magistraten var centrum for gennemførelsen af et politisk program. De stridende grupper i senatet og Folkeforsamlingen var ikke politiske partier, men fraktioner, der kæmpede om magten. Det lykkedes Cicero at blive valgt suo anno. Det var en enestående bedrift af en homo novus. Ifølge broderen, Quintus Tullius Ciceros Commentariolum Petitionis ("Kortfattet vejledning i valgkamp"), der findes i flere versioner i uddrag på dansk, var det aldrig sket før i den romerske republik. Cicero var i 66 f.Kr. praetor og i 63 f.Kr. consul – de to højeste embeder i den romerske republik. Valg til disse embeder foregik på Folkeforsamlingen for ét år ad gangen efter komplicerede afstemningsregler.

#### Cicero som praetor
Den største udfordring var en militærsag, som kunne sætte romernes sikkerhed i Lilleasien over styr. Trods fredsslutningen efter nederlaget til Sulla var Mithridat stadig en trussel i provinsen Asien, som var en af Romerrigets vigtigste indtægtskilder. Et lovforslag om, at Pompejus skulle overdrages særlige beføjelser som hærfører i bekæmpelsen af truslen i Asien, skabte modstand blandt senatorerne, som benyttede Hortensius som talerør. Cicero fik til opgave at forsvare Pompejus' sag, og forslaget blev vedtaget.
Hermed havde den kompromissøgende Cicero taget parti for en af folkepartiets ledere, og Pompejus' sejr og erobringer i felttoget skabte en popularitet, som ansporede Cicero til at søge konsulatet.

#### Ciceros konsulat
I 63 f.Kr. stillede Cicero op til valget som konsul. Brevet fra broderen Quintus er en enestående kilde til de forhold, der afgjorde et valg i den romerske republik. Om det primært skyldtes broderens råd vides ikke, men Cicero blev valgt til consul, mens Lucius Sergius Catilina ikke opnåede valg.

##### Den catilinariske sammensværgelse
Ciceros største bedrift i sin konsulatstid blev afsløringen af den catilinariske sammensværgelse. Den vragede Catilina ønskede at omstyrte den romerske republik. Den 22. oktober opnåede Cicero et senatus consultum de re publica defendenda, hvilket var en form for undtagelsestilstand, eller senatus consultum ultimum, som delvis satte Folkeforsamlingens lovgivende magt ud af kraft., og han drev Catilina ud af byen med fire taler, i hvilke han beskrev Catilina og hans kumpaners gerninger. Han beskrev dem som en bande udsvævende senatorer, støttet af forgældede kriminelle, som klyngede sig til Catilina som deres sidste håb om at undgå den retfærdige straf. Ved slutningen af den første tale, hvor hovedtemaet var "forlad Rom, og tag din bande med dig!", flygtede Catilina fra Jupiter Stator-templet, hvor senatsmødet fandt sted og tog til Etrurien. De tre andre taler blev derfor ikke adresseret direkte til ham, men til folket og senatet med det formål at udpensle de værst tænkelige konsekvenser for Rom.
Efter Catilinas flugt forsøgte hans tilhængere at begynde en revolution indefra, mens Catilina skulle angribe udefra med en hær, samlet blandt Sullas veteraner i Etrurien. Planen blev afsløret, da en ambassadør, der var på vej til en gallisk stamme, faldt i baghold. Han var i besiddelse af nogle breve, der afslørede sammensværgelsen, og da en kreds af senatorer havde overbragt disse breve til Cicero, satte han sig i spidsen for bekæmpelsen af sammensværgelsen.
Det lykkedes Cicero at få de sammensvornes tilståelse ved en høring i senatet. Derefter drøftede senatorerne, hvilken straf konspiratorerne skulle have. Normalt var senatet primært en rådgivende forsamling for de lovgivende organer, mens Folkeforsamlingen var den formelt dømmende instans. Imidlertid betød indførelsen af undtagelsestilstand, at senatet skulle behandle sagen, og de fleste medlemmer talte for dødsstraf. Mange vaklede dog, da Cæsar hævdede, at dommen ville skabe præcedens og derfor talte for en mildere dom: eksil og konfiskering af de sammensvornes ejendomme. Så rejste Cato sig til forsvar for dødsstraffen, og til sidst konfirmerede senatet den. Ciceros biografer er enige om, at der var tale om højt spil, idet han dels kunne risikere en dom for landsforræderi, dels at få en fjende i Cæsar.
Cicero fik konspiratorerne ført til fængslet, Tullianum, hvor de blev henrettet. Cicero ledsagede selv den tidligere konsul Publius Cornelius Lentulus Sura, der var en af konspiratorerne. Efter henrettelserne bekendtgjorde Cicero deres død ved at sige det formelle fuerunt. Han blev ført til sit hjem i triumf og modtog senere hædersbevisningen Pater Patriae, fædrelandets fader, for sine handlinger i forbindelse med afsløringen af sammensværgelsen. Han måtte dog leve i frygt for retsforfølgelse, da han havde taget initiativ til at henrette romerske borgere uden rettergang efter forskrifterne.
Frygten blev til virkelighed fem år senere , men umiddelbart fremstod han som republikkens redningsmand. Han blev som den første romerske consul tildelt en offentlig helligdag for en civil bedrift. Hidtil havde det udelukkende været en militær æresbevisning. Ciceros fire catilinariske taler fremstår stadig som fremragende eksempler på retorisk stil. 

### Udmanøvrering, eksil og tilbagekomst
Pompejus havde vundet store sejre i krigene, men var blevet udmanøvreret af Cæsar i Rom. Nu fremsatte Cæsar et tilbud om et firemands styre, der skulle genrejse republikken. I 60 f.Kr. blev Cicero opfordret til at deltage i dette samarbejde. De andre var Pompejus og Marcus Licinius Crassus. Cicero afviste invitationen, som han frygtede ville sætte republikkens love ud af kraft. De tre andre indgik partnerskabet, kendt som det første triumvirat, mens Ciceros moralske skrupler satte ham uden for indflydelse. Efter ti år med succes havde Ciceros principper nu sendt ham ud på et sidespor.
Situationen blev tilspidset, da populisten Publius Clodius Pulcher i 58 f.Kr. fik vedtaget en lov, der tvang enhver i eksil, der havde henrettet en romersk borger uden rettergang. Skønt Cicero fastholdt, at det senatus consultum ultimum, der var blevet ham tilkendt, fritog ham for ethvert strafansvar, måtte han forlade Italien for et år. Han brugte sit eksil til at nedskrive en række af sine taler. I et brev til vennen Titus Pomponius Atticus fastholdt han, at senatet og Pompejus i ren misundelse over hans bedrifter havde forholdt sig passive overfor anklagerne. Inden afrejsen gav han en statue til Minerva på Forum.
Cicero blev ved tilbagekomsten i efteråret 57 f.Kr. hyldet af en stor mængde, men magtkampene var intensiverede og Cicero manglede støtter i senatet. Clodius skabte utryghed ved at terrorisere Roms gader, men blev dræbt året efter af Milos gladiatorer på Via Appia. Cicero forsvarede Milo i en mordsag anlagt af Clodius' slægtninge, men tabte den. Skønt sagen blev tabt, er talen Pro Milone af flere anset som hans mesterværk. Milo måtte gå i eksil i Massilia, indtil han vendte tilbage for at skabe yderligere problemer under borgerkrigen.
Cicero levede nu delvis tilbagetrukket fra det politiske liv, men fungerede som en slags rådgiver for Cæsar, mens denne førte krig i Gallien. Nogle filologer konkluderer deraf, at Cicero var opportunist og gik mod sine egne principper om at forsvare republikken. I sine breve begrunder Cicero sine handlinger med, at han nu – efter i mange år at have forsvaret republikken – måtte tænke på sin egen sikkerhed.
I 51 f. kr. måtte han modvilligt overtage embedet som statholder i provinsen Kilikien i Lilleasien. I brevene til venner og familie beskriver han opholdet som et eksil, der gør ham ulykkelig. Da han vendte tilbage i 50 f.Kr. var magtkampen mellem Pompejus og Cæsar tilspidset, og Cicero måtte nødtvunget støtte Pompejus, men forsøgte samtidig at undgå at få Cæsar som permanent fjende. Da Cæsar invaderede Italien i 49 f.Kr., flygtede Cicero fra Rom. Cæsar forsøgte forgæves at overtale ham til at vende tilbage, men Cicero afslog og flygtede i juni samme år til Dyrrachium. I 48 f.Kr. befandt Cicero sig sammen med ordinaterne i Pompejus' lejr, men da Cæsar gav ham fuld amnesti, vendte han tilbage til Rom nogle måneder efter Cæsars sejr ved Farsalos og affandt sig her tilsyneladende med Cæsars diktatur. Han formulerede selv hovedtrækkene af sin strategi under Cæsars diktatur:
Jeg råder dig til at gøre, hvad jeg råder mig selv til – undgå at blive set selv, hvis vi ikke kan undgå at blive talt om [...] Hvis vores stemmer ikke længere høres i senatet og på Forum, så lad os følge ældgamle vismænds eksempel og tjene vores land gennem vores skriverier ved at koncentrere os om spørgsmål om etik og forfatningen. 
Efter mordet på Cæsar gik han igen aktivt ind i de politiske liv, hvor han blev den væsentligste fortaler for genindførelsen af republikken.

### Modstanden mod Marcus Antonius
Cicero blev yderst overrasket, da de sammensvorne dræbte Cæsar 15. marts 44 f.Kr. I magtkampen mellem Marcus Antonius, der ønskede at overtage Cæsars plads, og republikanerne, der ønskede at forsvare republikken, tog Cicero republikanernes parti. Det gjorde han gennem sine taler mod Antonius, der vidste ham som en af fortalerne for republikkens sag. Cicero var nu reelt leder af senatet, mens Antonius var konsul og eksekutor for Cæsars bo. Men de to havde aldrig været på venskabelig fod, og deres forhold blev yderligere forværret, da Cicero gjorde det klart, at han følte, at Antonius tog sig urimelige friheder i sin fortolkning af Cæsars ønsker og intentioner.
Da Octavian, Cæsars arving og adoptivsøn, ankom til Italien i april, lagde Cicero en plan om at spille ham ud mod Antonius. I september begyndte han i de philippiske taler at angribe Antonius, inspireret af Demosthenes.
I alt holdt Cicero 15 philippiske taler fra september 44 til april 43 f. Kr. I disse taler, der anses for at være retoriske mesterværker, gjorde han sit sidste forgæves forsøg på at redde den statsform, der med sine rødder i det klassiske Grækenland altid havde været hans egentlige politiske anliggende. Talerne er de vigtigste skriftlige kilder til den romerske republiks krise og fald.
Tilsyneladende var Cicero urørlig som republikkens talsmand, og han udnyttede situationen til at udskrive store bøder til Antonius' støtter for ubetydelige forseelser, ligesom han fik frivillige til at smede våben til republikanerne. Ifølge historikeren Appian  anså Antonius' støtter denne politik som en fornærmelse, og de forberedte sig på at tage til Rom for at arrestere Cicero. Cicero flygtede ud af byen, og planen blev ikke gennemført.
Cicero støttede Decimus Junius Brutus Albinus som guvernør over det cisalpinske Gallien (Gallia Cisalpina) og opfordrede senatet til at erklære Antonius for fjende af staten. Tribunen Salvius forsinkede disse aktiviteter og blev hånet af Cicero og hans parti. Lucius Piso blev senere erklæret for fjende af staten, da han nægtede at ophæve belejringen af Mutina. Cicero skrev i et brev samme september til Cassius, en af Cæsars attentatmænd, at han mente Antonius var en korrupt galning, der var endnu værre end Cæsar, og at Antonius ønskede at starte et blodbad.

### Tilbagegang og død
Ciceros plan blev forpurret. Octavian, Cæsars 20–årige arving, hvis interesser Cicero prøvede at varetage, allierede sig efter kampene ved Mutina med Antonius og Lepidus. De to dannede med Octavian i november 43 f.Kr. det andet triumvirat med konsulært imperium for fem år og begyndte straks at proskribere deres fjender og mulige rivaler. Cicero og hans yngre bror, Quintus Tullius Cicero, og alle deres kontakter og støtter stod øverst på listerne.
Cicero var en af de mest eftersøgte sammen med Salvius, der efter at have været på Antonius' side var skiftet til Cicero og støttede ham fuldt ud. Cicero havde stadig en stor skare tilhængere, og mange nægtede at røbe, at de havde set ham. Han blev til sidst fanget på en af sine ejendomme, da han skulle skaffe penge. Da hans bødler ankom, ville hans slaver forsvare ham mod fjenderne, men Cicero forbød dem at gøre modstand og satte sig roligt på jorden og ventede på dødsstødet.
Ciceros sidste ord skulle være: der er intet ordentligt ved det, du er i færd med at gøre, soldat, men forsøg at dræbe mig ordentligt. Han blev halshugget den 7. december 43 f.Kr. Hans hoved og hænder blev vist på Rostra på Forum Romanum. Han var det eneste offer for triumviratet, der blev offentligt fremstillet. Ifølge Cassius Dio tog Fulvia, Antonius' kone, Ciceros hoved, trak tungen ud, gennemborede den gentagne gange med en hårnål, og hånede derved Ciceros talegaver.
Ciceros søn, som senere blev politiker, fik revanche, da han i senatet meddelte, at Marcus Antonius var besejret af Octavian ved slaget ved Actium, og da Octavian som kejser Augustus fandt ud af, at et af hans børnebørn læste en bog af Cicero og så, at drengen forsøgte at skjule den, da han frygtede bedstefaderens reaktion, tog han bogen fra ham, læste et stort stykke af den op for ham og rakte ham den med ordene: Han var en lærd mand, kære barn, en lærd mand der elskede sit land.

## Filosof og taler
Cicero var romer og var som alle romere opvokset med gudernes vilje som en grundlæggende livsbetingelse. Han fik tidligt en brændende interesse for græsk kultur og filosofi, og i forbindelse med sine studier i 79 f.Kr. besøgte han oraklet i Delfi, som overbeviste ham om, at han i sin videre karriere måtte stole på sine egne fornemmelser og ikke kunne stole på venners råd.
Han gjorde et så stort indtryk under sit ophold på Rhodos, at retorikeren Apollonius tog afsked med bemærkningen: ” Jeg giver dig min lovprisning og beundring med på vejen, Cicero, men samtidig min medynk og bedrøvelse over det Grækenland, som nu må opleve, at den eneste tilbageværende storhed her, kunsten og veltalenheden, nu af dig bliver bragt til Rom.” 
Cicero mestrede nu de klassiske retoriske genrer, som oprindelig er formuleret af Aristoteles og består af:
- Genus iudiciale: Det juridiske partsindlæg; Dommen. “Hvad der er sket.”
- Genus demonstrativum: Festtale; hyldesttale; smædetale “Hvad der er tilfældet.”
- Genus deliberativum: Den politiske tale; Debatindlæg. “Hvad der bør ske.”

Cicero tilførte yderligere genrebestemmelser og nogle grundlæggende principper i retorikken. Han benyttede følgende principper for og elementer i sine taler:
- Et jeg, persona,
- der fremfører sin sag, causa,
- i en talestil, genus orationis,
- der retter sig ind efter situationen, tempus,
- og modtager(ne), auditor(es).

Disponering:
- Exordium: Indledning. Påkaldelse af sympati
- Propositio: Fremsættelse af påstand [note 6]
- Argumentatio: Argumentation [note 7]
- Peroratio: Sammenfatning. Formulering af hvad der bør ske

Disse principper er stadig væsentlige i retorikken.

### Filosof
Allerede som helt ung stiftede Cicero bekendtskab med den græske filosofi. Faderen knyttede flere græske kulturpersonligheder, digtere, filosoffer og sprogkyndige til sin husstand. De underviste sønnerne, og Marcus fik sin grundlæggende dannelse fra disse. Langt senere betegnede Cicero i skriftet Brutus undervisningen som grundlaget for hans virke. Blandt andet af denne grund har kritikere hævdet, at
det primære ved Ciceros bidrag til filosofien er hans klare strukturering og omdannelse af den græske tænkning til Romerriget. I De finibus bonorum et malorum (om grænserne mellem godt og ondt) fremfører Cicero de græske tænkeres definitioner af moral og deres bestemmelse af livets højeste mål. I værket De officiis (Om pligterne) skildrer han den stoiske etik og livsform. Det vigtigste for ham er en erkendelse af, hvilke områder i livet, mennesket kan beherske, og hvilke, der er overladt til gudernes vilje. Ciceros beherskelse af den juridiske tale skinner igennem i disse værker, hvor han i modsætning til de idealistiske filosoffer omhyggeligt vejer for og imod de fremførte standpunkter. Konklusionen var for Cicero snarere et valg mellem det moralsk rigtige og det moralsk forkerte end en abstrakt filosofisk diskussion af det gode og det onde.
Især mens han var politisk tilbagetrukket, beskrev han nogle af tidens grundlæggende spørgsmål, blandt andre de statsretlige tekster: De re publica (Om staten) og De legibus (Om lovene), og de moralfilosofiske tekster : De finibus bonorum et malorum og De officiis (Om pligterne). Hermed kom han til at fremstå som en modsætning til den absolutte idealisme, som prægede de græske filosofiske skoler. Kritikere hævder, at Cicero ikke har tilføjet filosofien meget nyt, men blot pynter romersk tankegang med lånte græske fjer. Samme påstand ligger bag anklagerne om politisk opportunisme og dobbeltmoral. Ciceros fortalere fremhæver mod kritikken, at Cicero flere gange var udsat for undersøgelser og blev udvist, uden at hans modstandere kunne bevise korruption eller udskejelser.

### Taler
De juridiske taler er overleveret i en redigeret form, især hvor modpartens procedure og vidneafhøringer har grebet ind i den forberedte tale. Indholdet i talerne formodes dog i hovedtrækkene at være gengivet korrekt.
Allerede som helt ung viste Cicero med forsvaret af Roscius sit mod, da fader- og modermord var forfærdelige forbrydelser i Rom, og Chrysogenus, som Cicero anklagede, var blandt Sullas yndlinge og et modsætningsforhold til ham forekom at være den sikre vej til proskriptionslisterne.
Cicero fremførte tre hovedargumenter:
1. I det første forsvarede han Roscius og forsøgte at bevise at han ikke begik forbrydelsen
2. I det andet gik han til angreb på dem, der sandsynligvis begik forbrydelsen (bl.a. en slægtning af Roscius) og forklarede, at forbrydelsen gavnede dem mere end den anklagede.
3. Det sidste argument var et angreb på Chrysogenus med påstanden om, at Roscius' far blev dræbt for at hans ejendom kunne købes billigt.

#### Mod Verres
I 70 f.Kr. påtog Cicero sig opgaven som advokat for provinsen Sicilien i processen mod den tidligere statholder Verres. Sagen blev ført ved en særdomstol questio de repetundis. Modparten søgte først at få Cicero taget af sagen ved at stille med en anden kandidat, som var kendt som tilhænger af Verres, men det lykkedes Cicero at få hvervet. Ved selve retssagen blev kun en mindre del af anklageproceduren gennemført, men Cicero lod hele materialet offentliggøre i overensstemmelse med dispositionen for det planlagte forløb.
Under selve retssagen anvendte Cicero en strategi med en kort indledende procedure og en langvarig afhøring af vidner. Verres opgav selv at føre sin sag til ende og gik i landflygtighed. I akterne fremlægger Cicero Verres' handlinger:
Et skræmmebillede af en administration, der systematisk udplyndrer provinsen gennem korruption. Talen er politisk vendt mod nobilitetens griskhed. Stilistisk fremføres den af en mand, der er indbegrebet af hæderlighed. Sagen mod Verres fik politiske konsekvenser for sammensætningen af domstolene, ligesom senatorerne fik svækket deres indflydelse på administrationen af provinserne. Plutarch antyder, at Cicero ikke kun havde ædle motiver bag sit forsvar, men medgiver samtidig, at sicilianerne var ”umådeligt taknemmelige”.

#### For Flaccus
Ciceros tale Pro Flacco kan ses som modsætningen til sagen mod Verres, idet han her forsvarer en, der er anklaget ved questio de repetundis. Hans strategi for forsvaret er koncentreret om at stille vidnerne i et ugunstigt lys. Herefter procederer han ved at spille på antisemitismen i Rom og fremdrager flere stereotype temaer, som har genlydt i historien lige siden. Sagen involverede forsvaret af Lucius Valerius Flaccus, en romersk aristokrat, der blandt andet blev beskyldt for uretmæssigt at have konfiskeret jødiske midler, der var blevet indsamlet til vedligeholdelse af templet i Jerusalem. I forsvaret for Flaccus kom Cicero med argumenter, der handlede om det sted, der var blevet valgt til retshandlingen: Lad os nu tage et kig på jøderne og deres mani for guld. Du valgte dette sted, chefanklager Laelius, og mængden der holder til på det, med henblik på denne bestemte anklage, da du meget vel ved, at jøderne i deres store antal og med deres tendens til at optræde som en klike er værdifulde støtter at have ved enhver form for offentligt møde.

#### For Milo
Pro Milone er Ciceros forsvar for Milo, som stod anklaget for drabet på den Clodius, som havde drevet Cicero i eksil tre år tidligere. Her fulgte Cicero en anden strategi: det manglende motiv. Cicero argumenterede for at Milo ikke havde nogen grund til at dræbe Clodius, at han havde alt at vinde ved, at han levede, og at han ikke kunne vide, at han tilfældigt ville møde Clodius på Via Appia. Anklageren havde påpeget, at Milo havde frigivet nogle slaver, der var sammen med ham under angrebet på Clodius, for at undgå at de afgav vidnesbyrd om, at han havde beordret overfaldet. Cicero vendte sagen på hovedet og påstod, at Milos slaver havde forsvaret deres herre mod Clodius' drabsforsøg og derfor fortjente frigivelse. Skønt Milo blev dømt, anses forsvaret af nogle for at være Cicero, når han var bedst.
Samlet viser retssagerne Cicero som en fremragende advokat. Det forekommer ikke rimeligt at vurdere hans personlige egenskaber på denne baggrund, idet han vel blot gør sit arbejde som henholdsvis anklager og forsvarer. Hans skrifter må bedømmes på deres argumentationsform.

#### De Philippiske taler
I lighed med anklageskriftet mod Catilina er de 15 philippiske taler et politisk forsvar for republikken. Talerne blev holdt dels for senatet dels for det romerske folk fra september 44 til april 43 f.Kr. og er de vigtigste kilder til den romerske republiks fald.

## Ægteskab og børn
Cicero havde to børn fra sit første ægteskab med Terentia Varronis: En datter, Tullia Ciceronis, og en søn, Marcus Tullius Cicero Minor. Efter mere end tredive års ægteskab skilte han sig fra Terentia, og måtte ved den anledning betale hendes medgift tilbage, hvad der var en stor byrde for ham. Hun skal dog have giftet sig to gange til, og være død i år 4, i en alder af over 100 år. Omkring 46 f.Kr. giftede Cicero sig med den femtenårige Publilia, sandsynligvis for pengenes skyld. Efter datteren Tullias død i 45 f.Kr. skilte han sig fra Publilia, vistnok fordi hun var godt tilfreds med hans datters død. Tabet af Tullia var den største sorg i Ciceros liv: "Da hun var i live," skrev han til en ven, "havde jeg altid et sted at søge tilflugt, et hvilested. Jeg havde en, hvis søde samtale hjalp mig til at slippe byrden af mine sorger og ængstelser." (Ad Familiares IV) 

## Betydning
Cicero har baseret på Quintilian været anset for mesteren i latin, som hævdede, at Cicero "ikke var navnet på en person, men på selve sproget". Han er blevet krediteret for at udvikle latin fra at være et simpelt, brugsorienteret sprog til et poetisk og litterært medie, som er unikt som udtryk for abstrakte, komplicerede og logiske ræsonnementer. Julius Caesar roste Ciceros betydning med ordene "det er mere væsentligt med storhed at have udvidet grænserne for den romerske ånd (ingenium) end at have udvidet grænserne for det romerske imperium."
Cicero er blevet meget forskelligt bedømt gennem tiderne. Fx havde de tyske nationalhistorikere med Theodor Mommsen i spidsen ikke meget til overs for Cicero, og de ser ham som Georg Brandes blot som en ubetydelig forhindring for deres idol Cæsars vej til magten. Hermed står de i modsætning til renæssancens generelle beundring af Cicero som forsvarer for republikanske interesser.
Nogle biografer har konkluderet, at han politisk var en fiasko, fordi han tabte sin største politiske sag, forsvaret af republikken. Det må imidlertid ikke glemmes, at han før konsulatet i 63 f.Kr. var en af de mest indflydelsesrige politikere i Rom og formentlig er den homo novus, der nåede længst i hele republikkens historie.
Som filosof og taler er han især omdiskuteret i moralske spørgsmål; men ingen betvivler hans talent.
Som kilder er hans tekster uerstattelige. De mange breve giver ikke blot et indblik i det offentlige liv, i de forskellige rænkespil og tvivlsomme alliancer, men også i romersk tankegang og livsstil.
Endelig har Cicero i en række lande som Danmark sat normen for ”god latin”. Den sproglige klarhed og logiske disposition står i modsætning til den sene kejsertids knudrede sprog, ligesom grammatikken fremhæves som klarere end hos de fleste samtidige skribenter.

## Store værker
| - Pro Quinctio - Pro Roscio Amerino - Pro Roscio Comodeo - De lege agraria contra Rullum - In Verrem - De imperio Cn. Pompei - Pro Cæcina - Pro Cluentio - Pro Rabirio perduellionis reo - In Catilinam I-IV - Pro Murena - Pro Sulla - Pro Flacco - Pro Archia - Post reditum in senatu - Post reditum in Quirites - De domo sua - De haruspicum responsis - Pro Cn. Plancio - Pro Sestio - In Vatinium - Pro Caelio - De provinciis consularibus - Pro Balbo - Pro Milone - In Pisonem - Pro Scauro - Pro Fonteio - Pro Rabirio Postumo - Pro Marcello - Pro Ligario - Pro Deiotaro - Philippicae I-XIV | - De fato - Paradoxa Stoicorum - Brutus - De re publica - De consulatu suo - De legibus - De finibus - Tusculanæ disputationes - De natura deorum - Academica - Cato Maior de senectute - Laelius de amicitia - De divinatione - De officiis - Commentariolum petitionis - De inventione - De optimo genere oratorum - Topica - De oratore - De partitione oratoria - Orator - Epistulae ad Atticum - Epistulae ad familiares - Epistulae ad Quintum fratrem - Epistulae ad Brutum |